# Chevington (fromage)
Pour les articles homonymes, voir Chevington.
Le Chevington est un fromage au lait de vache, fabriqué dans le Northumberland, en Angleterre, par la Northumberland Cheese Company. Il est semi-doux et affiné aux moisissures.